# Natri dodecyl sulfat
Natri dodecyl sulfat, đồng phân natri lauryl sulfat (hoặc laurilsulfate, SDS hoặc SLS, tương ứng), là một hợp chất hữu cơ tổng hợp với công thức CH3 (CH2) 11SO4Na. Nó là một chất hoạt động bề mặt anion được sử dụng trong nhiều sản phẩm làm sạch và vệ sinh. Muối natri là một chất hữu cơ sulfat. Nó bao gồm một đuôi 12 carbon gắn với một nhóm sulfate, đó là muối natri của dodecyl hydrogen sulfate, este của rượu dodecyl và axit sulfuric. Đuôi hydrocarbon của nó kết hợp với một nhóm có cực mang lại đặc tính amphiphilic kết hợp và do đó làm cho nó hữu ích như một chất tẩy rửa. Ngoài ra còn có nguồn gốc là một thành phần của hỗn hợp được sản xuất từ dầu dừa và dầu cọ rẻ tiền, SDS là thành phần phổ biến của nhiều sản phẩm vệ sinh cá nhân và mỹ phẩm, dược phẩm và thực phẩm, cũng như công thức làm sạch và công nghiệp và thương mại.

## Cấu trúc và tính chất

### Cấu trúc
SDS nằm trong nhóm các hợp chất hữu cơ sulfat, và có công thức, CH3 (CH2) 11SO4Na. Nó bao gồm một đuôi 12 carbon gắn liền với một nhóm sulfate, nghĩa là nó là muối natri của một cồn 12-carbon đã được este hóa thành axit sulfuric. Một mô tả khác là nó là một nhóm alkyl với một mặt dây chuyền, chuỗi cuối cùng sulfat gắn liền. Do đuôi hydrocarbon của nó, và nhóm đầu "anion", nó có các tính chất amphiphilic cho phép tạo micelles, và hoạt động như một chất tẩy rửa.

### Tính chất
Nồng độ micelle quan trọng (CMC) trong nước tinh khiết ở 25 °C là 8,2 mM, và số tập hợp ở nồng độ này thường được coi là khoảng 62. Phần ion hoá micelle (α) khoảng 0,3 (hoặc 30%).

## Phản ứng với flouride
Một số nghiên cứu đã cho rằng SLS trong kem đánh răng có thể làm giảm tính hiệu quả của chất fluoride trong việc ngăn ngừa sâu răng (sâu răng). Điều này có thể là do SLS tương tác với sự lắng đọng fluoride trên men răng.